# 2017年法國網球公開賽
2017年法國網球公開賽是第116屆法國網球公開賽。於2017年5月28日至6月11日在罗兰·加洛斯球场舉行。

## 各項賽事

### 男子單打
拉斐爾·納達爾 擊敗  斯坦尼斯拉斯·瓦夫林卡 （6-2, 6-3, 6-1）
- 這是他今年第4個冠軍（職業生涯第72個冠軍），同時是第15個大滿貫，也是第10個法網冠軍。

### 女子單打
耶蓮娜·奧斯塔佩柯 擊敗  西莫娜·哈勒普 （4–6, 6–4, 6–3）
- 這是她今年第1個冠軍（職業生涯第1個冠軍），同時是第1個大滿貫，也是第1個法網冠軍。

| 前任： 2016年法国网球公开赛     | 法国网球公开赛 2017年 | 繼任： 2018年法国网球公开赛     |
| 前任： 2017年澳大利亚网球公开赛 | 网球大满贯 2017年     | 繼任： 2017年温布尔登网球锦标赛 |